# ابراهیم رقی
ابواسحاق، ابراهیم بن احمد رَقّی همچنین شهرت‌یافته به ابن معالی رَقّی، ملقب به برهان‌الدین (۱۲۴۹–۱۳۰۳م) فقیه حنبلی، ادیب، شاعر، محدث و پزشک عراقی در سدهٔ هفتم هجری بود. در رقه زاده شد و دربغداد دانش آموخت. در پزشکی سرآمد بود و نزد برزالی و شمس‌الدین ذهبی حدیث فراگرفت. سپس در دمشق استقرار یافت. نوشته‌هایی از او به‌جای مانده، مانند «أحاسن المحاسن»، «تفسیر القرآن» و «المواعظ».